# 신들의 전쟁 (드라마)
《신들의 전쟁》(영어: American Gods)은 2017년부터 2021년까지 미국 스타즈 채널에서 방영된 판타지 드라마로, 닐 게이먼의 동명 소설을 원작으로 한다. 브라이언 풀러와 마이클 그린이 제작하며 리키 휘틀, 에밀리 브라우닝, 크리스핀 글러버, 브루스 랭글리, 예티데 바다키, 파블로 슈라이버가 출연한다.

## 출연진

### 주연
- 리키 휘틀 - 섀도 문
- 에밀리 브라우닝 - 로라 문
- 크리스핀 글러버 - 미스터 월드
- 브루스 랭글리 - 테크니컬 보이
- 예티데 바다키 - 빌퀴스 / 스바 여왕
- 파블로 슈라이버 - 매드 스위니
- 이언 맥셰인 - 미스터 웬즈데이 / 오딘

### 조연
- 조너선 터커 - 로우 키 라이스미스
- 클로리스 리치먼 - 조리야 베체르냐야
- 피터 스토메어 - 체르노보그
- 크리스 오비 - 미스터 자켈 / 아누비스
- 무사 크레이시 - 진
- 질리언 앤더슨 - 미디어
- 오미드 아브타니 - 살림
- 올랜도 존스 - 미스터 낸시 / 아난시
- 디모어 반스 - 미스터 아이비스 / 토트
- 데인 쿡 - 로비
- 크리스틴 체노웨스 - 에오스트레
- 코빈 번슨 - 불카누스
- 제러미 데이비스 - 예수
- 베스 그랜트 - 잭
- 콘피던스 - 오코예